# Westcliffe (Kolorado)
Westcliffe – miasto w Stanach Zjednoczonych, w stanie Kolorado, siedziba administracyjna hrabstwa Custer.